# Rauscher Miksa
Rauscher Miksa, németesen Max Rauscher (Léva, 1850. december 4. – Szombathely, 1934. október 13.) magyar építész.

## Pályafutása

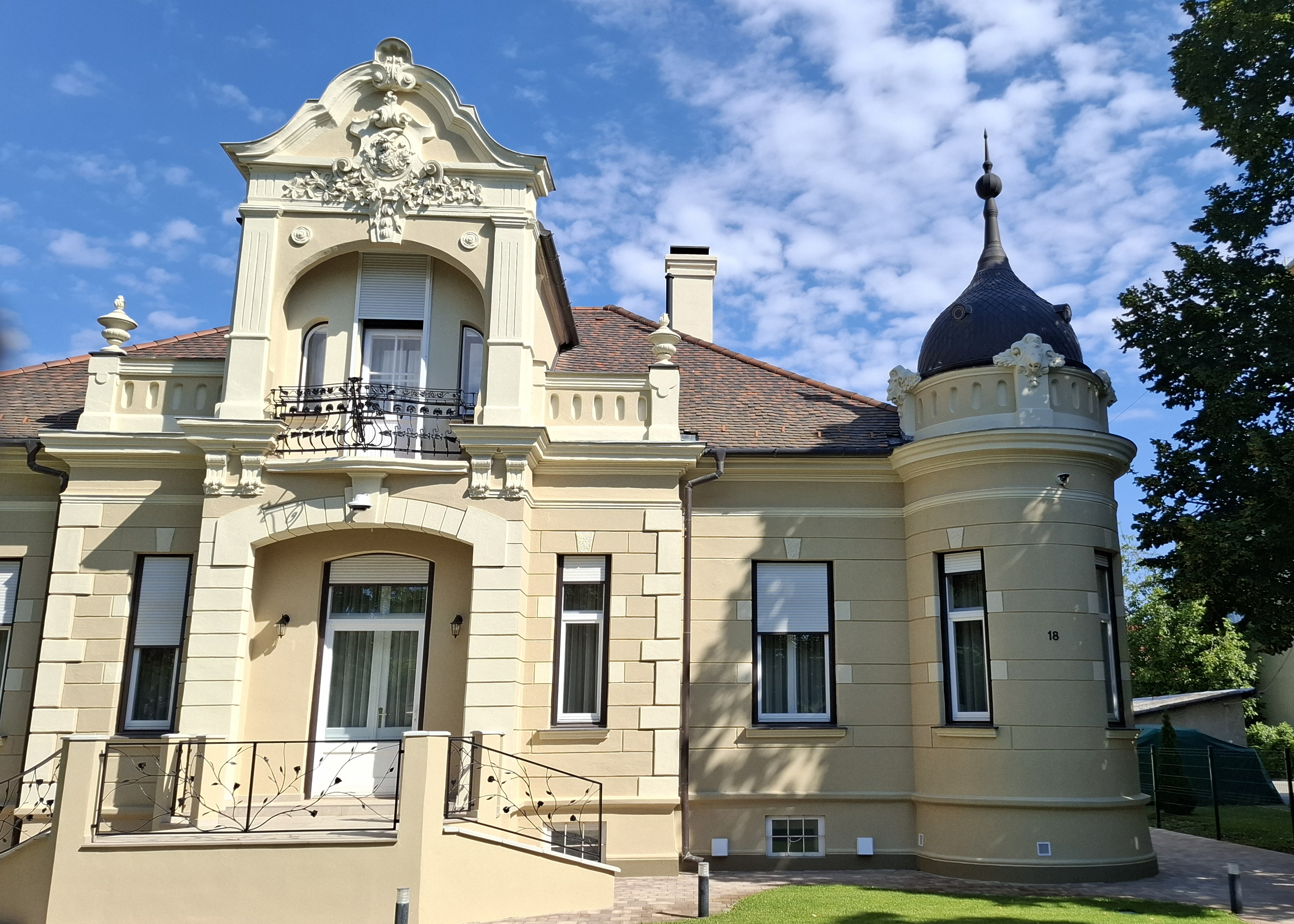
a Pottyondy-villa Szombathelyen

Szülei Rauscher Adolf magánzó és Ehrenfeld Sarolta. 1868. augusztus 29-én Pozsonyban áttért a római katolikus vallásra. 1886. november 8-án Keszegfalván feleségül vette Rauscher Ilonát, Rauscher János orvos és Sloszárik Mária leányát. 1889-től működött Szombathelyen működött, ahol tervei szerint építették a premontrei rend székházát és gimnáziumát, Széll Ödön bérpalotáját a Kőszegi utcában, a Szombathelyi Általános Takarékpénztár palotáját, a fehérkereszt egyesület gyermekkórházát, a Szent István park kioszkját, a Pottyondy-villát stb. 
Ő tervezte a szombathelyi liszt-, zab- és rozsraktárat is (1910 k.).
A szombathelyi szaléziek templomának kriptájában temették el 1934. október 16-án.